# Campionato italiano a squadre di calcio da tavolo 1996 FISCT
Il Campionato italiano a squadre di calcio da tavolo del 1996/97 si è svolto a Bergamo, il girone di andata, e a Pisa, il girone di ritorno.

## Classifica
|  | Classifica Finale 1996 | P  |
|  | ---------------------- | -- |
|  | Black and Blue Pisa    | 37 |
|  | Stella Artois          | 35 |
|  | Serenissima Mestre     | 29 |
|  | La Miniatura           | 23 |
|  | DLF Gorizia            | 17 |
|  | Pogliano M.se          | 13 |
|  | The Bullets            | 9  |
|  | Bergamo                | 0  |

Lo spareggio per la Serie A per il prossimo anno è stato tra The Bullets - Bari per 3-1.

## Formazione della Squadra Campione D'Italia
| De Francesco Stefano |
| Bertelli Simone      |
| Giulianini Giancarlo |
| Toni Alessandro      |
| Cattani Emanuele     |
| Cianchella Valeriano |
| -------------------- |